# یاگ
یاگ (Ȝ ȝ; انگلیسی میانه: ȝogh) (ȝogh) حرفی است که در انگلیسی باستان، انگلیسی میانه، بجای حرف وای y بکار می‌رفت.

## تلفظ
این حرف در گویش بریتانیایی به شکل یاگ /jɒɡ/, /jɒx/ و در گویش آمریکایی به شکل یوگ /joʊɡ/, /joʊx/ تلفظ می‌شود.

## واژگانی در انگلیسی میانه با یاگ
این‌ها واژگانی در انگلیسی میانه همراه با یاگ در املایشان هستند.
| - niȝt ("night") - yȝe ("eye") - ȝha ("yea") - yhalȝed ("hallowed") - ȝhat ("gate") - ȝhe(i)d(e) (past tense of "go", which in ME is often "yede") - yȝ(e/i)ld(e), yȝened (past participles of "yield" and "yean") - yherber(e)ȝed ("harboured") - ȝhere ("ear") | - yhyȝed ("hied, hastened") - ȝiefte ("gift") - ȝif ("if") - ȝise ("yes") - ȝista(i/y) ("yesterday") - ȝister- ("yester-") - ȝit(e) ("yet") - ȝive ("give" or "if") - wrouȝte ("wrought") |